# Chronologie de l'aéronautique
Chronologie des événements les plus importants de l'aéronautique (aérostation, aviation, conquête spatiale).

## Avant leXVIIIesiècle
Divers vols non prouvés sont parfois cités :
- -750 : selon la légende, Dédale et Icare prennent leur envol ;
- VIe siècle : le prince Yuan Huangtou, condamné à être poussé du haut de la tour du Phénix d'or de 33 m à Ye, parcourt la distance de 2,5 km avec des ailes de papier tendues avec du bambou ;
- 852 : Abbas Ibn Firnas (810-887) est réputé pour s'être envolé d'une tour à Cordoue ;
- XIe siècle : vol du bénédictin Eilmer de Malmesbury sur une distance de 200 m ;
- 1632 : Hezârfen Ahmed Çelebi s'élança de la Tour de Galata d'Istanbul et plana jusqu'à Üsküdar, sur la rive asiatique du Bosphore, grâce à des ailes qu'il avait lui-même confectionnées[1].

## XVIIIesiècle
Les premiers vols humains confirmés :
- 19 octobre 1783 : premier vol captif en Montgolfière, un ballon à air chaud, à la Folie Titon, à Paris, France[2] ;
- 21 novembre 1783 : premier vol libre en Montgolfière, par Jean-François Pilâtre de Rozier et le Marquis d'Arlandes, depuis le château de la Muette à Paris[2] ;
- 28 avril 1785 : première traversée de la Manche en ballon à gaz piloté par Blanchard ;
- 1799 : George Cayley identifie les quatre forces impliquées dans le vol aérien : la poussée, la traînée, la portance et le poids.

## XIXesiècle
- 1801 : au printemps, à Angoulême, le général André Guillaume Resnier de Goué est le premier homme dont le vol plané soit attesté ;
- 9 septembre 1809 : publication du traité de la Navigation aérienne de George Cayley ;
- 1856 : premier vol de l'Albatros, planeur de Jean-Marie Le Bris ;
- 9 octobre 1890 : Clément Ader parvient à faire décoller un appareil de sa conception baptisé Éole et franchit 50 m à 20 cm de hauteur.

## XXesiècle

### Années 1900

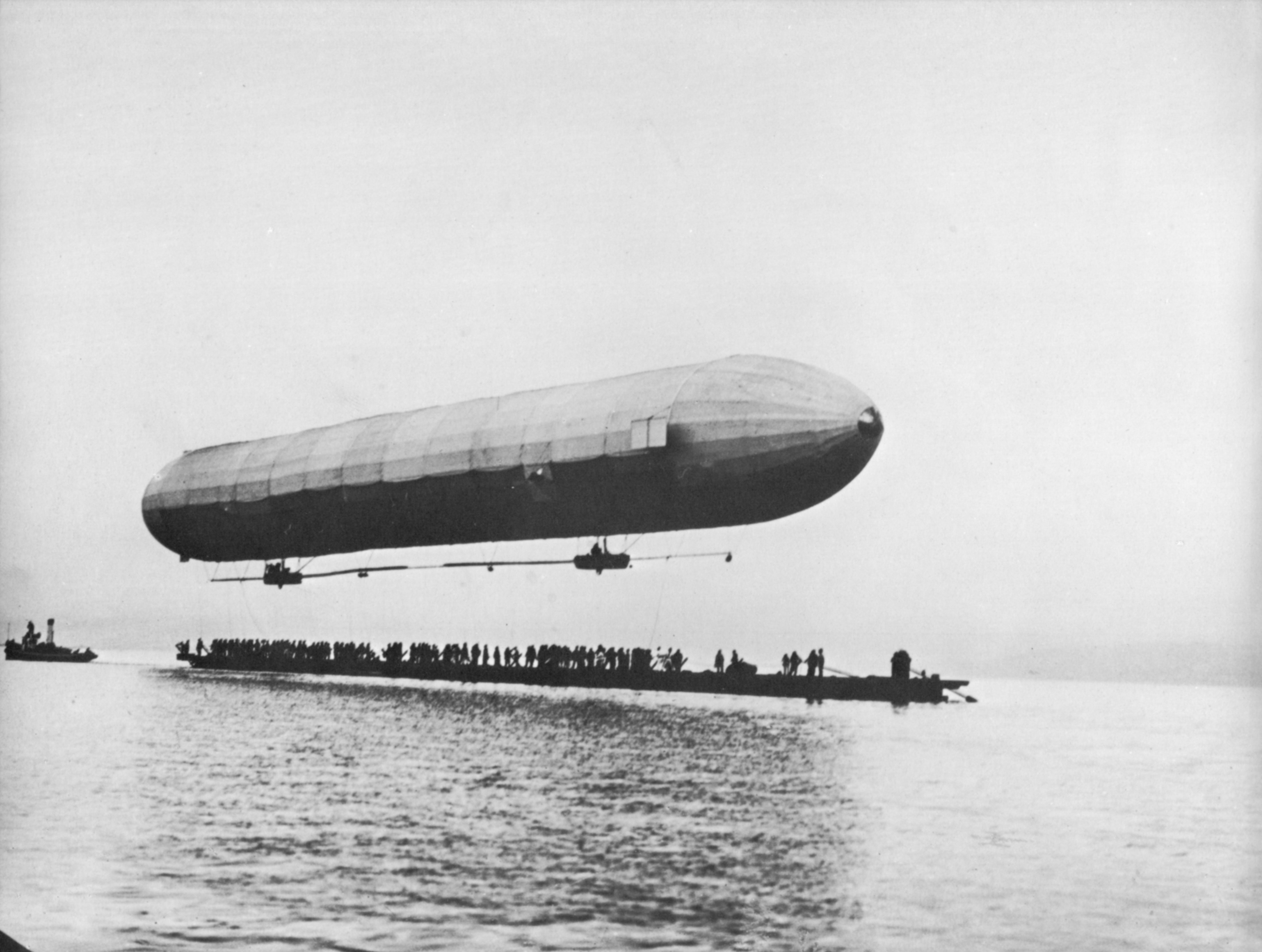
Premier vol du dirigeable LZ 1 en juillet 1900.

- 1900 - 2 juillet : le comte Ferdinand von Zeppelin fait voler son dirigeable LZ 1 au-dessus du lac de Constance.
- 1901 - 19 octobre : le premier dirigeable à contourner la tour Eiffel est piloté par Alberto Santos-Dumont.
- 1902 - 4 février : premier vol en ballon au-dessus de l'Antarctique avec Robert Falcon Scott et Ernest Shackleton.
- 1903 - 17 décembre : les frères Wright effectuent un vol sur près de 260 m en 59 secondes[3].
- 1904 - 20 septembre : premier vol en circuit fermé : il est effectué par les frères Wright sur leur Flyer II.
- 1905 - 12-14 octobre : création de la Fédération aéronautique internationale (FAI) à Paris.
- 1906 :
  - 18 mars : premier vol d'un plus lourd que l'air autopropulsé : effectué par Traian Vuia à Montesson sur 12 m à 1 m d'altitude.
  - 12 novembre : Alberto Santos-Dumont effectue un vol à Bagatelle sur 220 m en 21 secondes.
- 1907 :
  - 22 janvier : Robert Esnault-Pelterie dépose le brevet du « manche » permettant de diriger un aéroplane.
  - 13 novembre : Paul Cornu fait voler le premier hélicoptère avec pilote.
- 1908 :
  - 13 janvier : le premier kilomètre en circuit fermé est réalisé par Henri Farman sur un avion Voisin.
  - 8 juillet : Thérèse Peltier devient la première femme à quitter le sol, en qualité de passagère, à bord d'un aéroplane piloté par son compagnon Léon Delagrange à Turin.
  - septembre : en effectuant un lâché solo durant son instruction, Thérèse Peltier devient la première femme pilote.
  - 30 octobre : Henri Farman réalise le premier vol de ville à ville entre Bouy et Reims (27 km).
  - décembre : en marge du salon de l'auto, tenue du premier salon de l'aviation à Paris.
- 1909 - 25 juillet : Louis Blériot traverse la Manche entre Calais et Douvres avec son Blériot XI en 37 minutes.

### Années 1910
- 1910 - 8 mars : Élise Deroche se voit décerner par l'Aéro-Club de France le brevet de pilote no  36 et devient la première femme brevetée au monde.
- 1910 - 10 mars : premier vol de nuit effectué par le Français Émile Aubrun, brevet aérien argentin n*1, entre la maison du Dr Francisco Bernabé Madero en Villa Celina, et Villa Lugano alors près de Buenos Aires (maintenant compris dans le territoire de la ville, comme un quartier), en Argentine.
- 1910 - 28 mars : premier vol de l'hydravion canard d'Henri Fabre à Martigues, près de l'Étang de Berre.
- 1910 - 28 août, Armand Dufaux réussit la traversée du Lac Léman dans sa longueur de Noville à Genève. La distance est le double de celle parcourue par Blériot sur la Manche.
- 1911 - 23 octobre : les Italiens sont les premiers à utiliser des avions au combat à l'occasion de la guerre de Libye.
- 1912 - 12 décembre : le « siège éjectable » du baron d'Odkolek est expérimenté à Issy-les-Moulineaux.
- 1913 - 13 mai : Oskar Bider effectue la première traversée des Alpes.
- 1913 - 23 septembre : Roland Garros signe la première traversée de la Méditerranée.
- 1914 - 1er janvier : pour la première fois, un billet d'avion est acheté par un passager sur la première compagnie aérienne de l'histoire de l'aviation. Le vol relie St. Petersburg à Tampa en Floride en 23 minutes.
- 1914 - 5 octobre : Frantz et Quenault remportent la première victoire aérienne, grâce à l'emploi d'une mitrailleuse.
- 1915 - 12 décembre : le Junkers J1 est le premier avion entièrement métallique à voler[4].
- 1916 - Nuit du 29 au 30 janvier - premier combat aérien de nuit entre un dirigeable (LZ 79) et un avion (français) au-dessus de Paris.
- 1916 - 17 septembre : à bord d'un Albatros D.II, Manfred von Richthofen signe sa première victoire aérienne.
- 1917 - 17 août : la première liaison aéropostale française est menée entre Paris, Le Mans et Saint-Nazaire.
- 1918 - 13 avril : première traversée des Andes par la voie des airs, effectuée par le pilote argentin Luis Candelaria.
- 1919 :
  - 8 février : première liaison commerciale France-Grande-Bretagne entre Paris et Londres.
  - 14-15 juin : première traversée sans escale de l'Atlantique par les Britanniques John Alcock et Arthur Whitten Brown à bord d'un Vickers Vimy.
  - 25 aout : naissance de la compagnie anglaise Aircraft Transport & Travel ancêtre de British Airways.
  - 7 octobre : création de KLM.
  - 5 décembre 1919 : création de Avianca.

### Années 1920

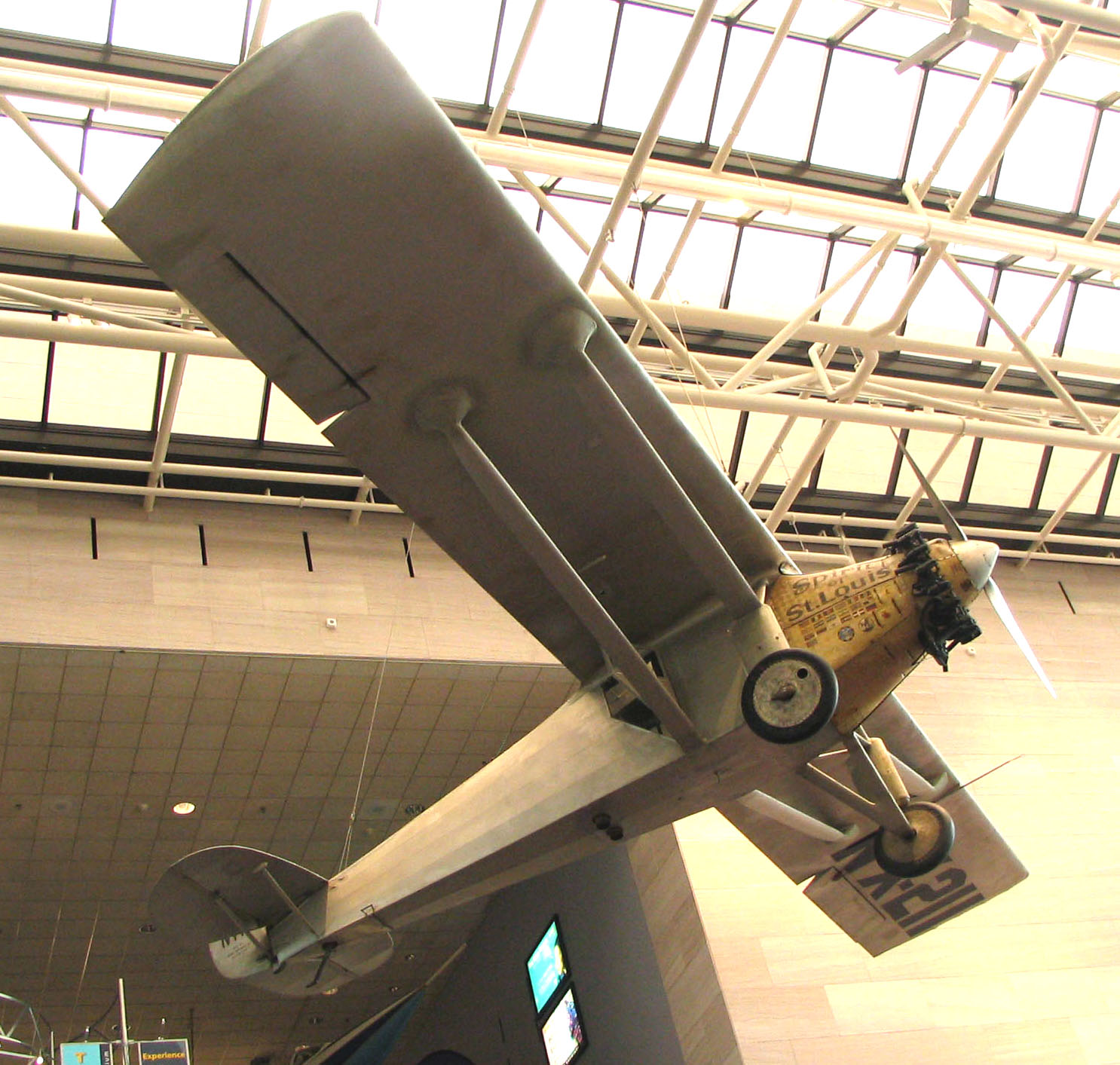
Le Spirit of St. Louis de Charles Lindbergh, Washington DC.

- 1920 - 27 février : le major Schroeder dépasse les 10 000 mètres d'altitude à Dayton (Ohio) à bord d'un Lepère.
- 1920 - 31 mars : le commandant Joseph Vuillemin réalise la première traversée aérienne du Sahara (du 3 février 1920 au 31 mars 1920). Son Breguet XIV relie Alger à Dakar. L'autre avion, celui du général Laperrine s'accidente et le général trouve la mort.
- 1921 - 1er avril : première traversée des Andes par la Française Adrienne Bolland sur Caudron G.3.
- 1922 - 5 juin : les Portugais Cabral et Coutinho signent la première traversée de l'Atlantique Sud en plusieurs étapes.
- 1923 :
  - 23 mai : création de la compagnie aérienne belge Sabena.
  - 27 juin : le premier ravitaillement en vol est réussi à San Diego (Californie).
  - Création de la compagnie Russe Dobrolet future Aeroflot ainsi que Ukrvozdoukhpout (Ukraine) et SakAvia (Caucase) toutes deux absorbées en 1932.
- 1924 - 4 mai : premier vol de 1 km en circuit fermé en hélicoptère réalisé par Étienne Œhmichen à Valentigney.
- 1925 - l'Aéropostale inaugure la ligne Casablanca-Dakar.
- 1926 :
  - 6 janvier : création de la compagnie aérienne Lufthansa.
  - octobre : le record du monde de distance avec 5 396 km sans escale par Costes et Rignot sur un Breguet 19.
- 1927 - 21 mai : Charles Lindbergh franchit l'Atlantique Nord sans escale entre New York et Paris.
- 1928 - 12-13 avril : un équipage irlando-allemand réussit la traversée de l'Atlantique Nord, d'est en ouest.
- 1929 - 21 novembre : Costes et Bellonte achèvent un raid de 24 275 km à bord de leur Point d'interrogation.

### Années 1930
- 1930 :
  - 12 mai : Jean Mermoz relie Saint-Louis (Sénégal) et le Brésil en 21 heures à bord d'un Latécoère 28.
  - 1er septembre : Costes et Bellonte franchissent l'Atlantique nord sans escale entre Le Bourget et New York.
- 1931 - 18 août : premier vol d'un ballon dans la stratosphère (15 780 m), avec les suisses Auguste Piccard et Kipfer.
- 1932 - 21 mai : Amelia Earhart est la première femme à traverser l'Atlantique Nord en solo.
- 1933 - 7 octobre : Création de la compagnie aérienne Air France.
- 1934 - les Soviétiques atteignent la stratosphère (22 000 m).
- 1935 - 9 mars : Goering annonce la création de la Luftwaffe, armée de l'air allemande.
- 1936 - 7 décembre : disparition de Mermoz, Pichodou, Lavidalie, Ézan et Cruveilher dans l'Atlantique Sud à bord de l'hydravion Latécoère 300 Croix-du-Sud.
- 1937 - 26 avril : premier bombardement de terreur effectué sur la ville de Guernica en Espagne.
- 1938 - 22 octobre : Mario Pezzi (it) décroche le record d'altitude avec 17 083 m sur Caproni 161 bis.
- 1939 - 26 avril : Fritz Wendel signe le record de vitesse avec un Messerschmitt Me 209 : 755,138 km/h.

### Années 1940
- 1940 - juillet : la Royal Air Force repousse la massive tentative aérienne de Goering lors de la bataille d'Angleterre.
- 1941 - 7 décembre : attaque aérienne japonaise contre Pearl Harbor.
- 1942 :
  - Opération Outward, des ballons incendiaires lâchés par les Britanniques vers l'Allemagne à partir du 20 mars.
  - 3 octobre : Premier lancement réussi d'une fusée balistique : le V2 de Wernher von Braun.
- 1943 - 9 janvier : Premier vol du Lockheed Constellation.
- 1944 :
  - Projet Fugo, des ballons incendiaires lâchés de Honshū pour aller bombarder le continent nord-américain.
  - Premier avion à réaction engagé en combat : le Messerschmitt Me 262 ;
- 1945 - 6 août : Le colonel Paul Tibbets, aux commandes d'un B-29, lâche sur Hiroshima la première bombe atomique.
- 1946 - 11 novembre : Premier vol du premier avion à réaction français : le Sud-Ouest SO-6000 Triton.
- 1947 :
  - 14 octobre : Chuck Yeager brise le mur du son sur un Bell X-1.
  - 2 novembre : Howard Hughes réussi le décollage du Hughes H-4 Hercules (à une hauteur de 21m), l'avion le plus large (jusqu'en 2011) et le plus haut jamais construit.
- 1948 - 6 septembre : Un De Havilland DH 108 britannique passe le mur du son.
- 1949 :
  - 21 avril : L’avion expérimental Leduc 010-01, piloté par Jean Gonord, à Toulouse-Bagnac, est le premier avion propulsé par statoréacteur.
  - Le blocus de Berlin vaincu par un pont aérien sans précédent.
  - 27 mai : Le Comet effectue son premier vol, devenant le tout premier avion de ligne à réaction de l'histoire de l'aviation civile.

### Années 1950

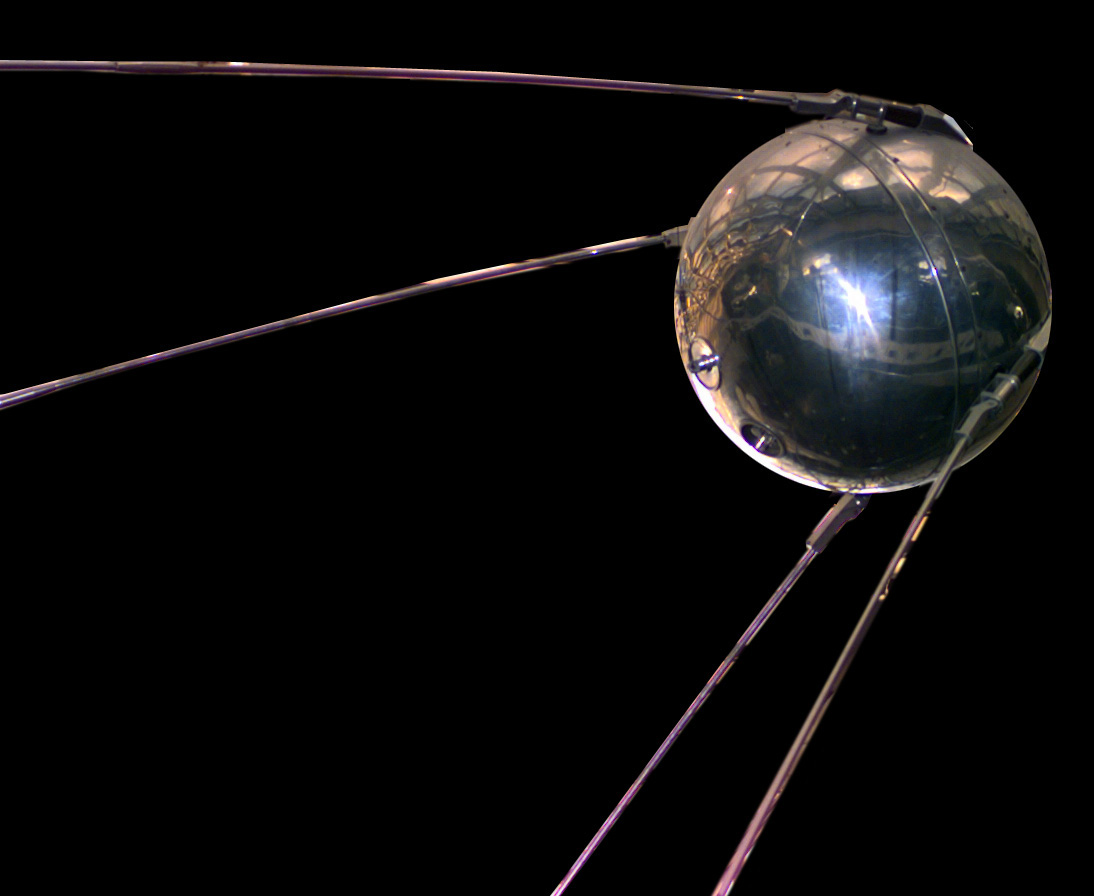
Réplique du satellite Spoutnik 1.

- 1950 - 8 novembre : premier combat aérien entre deux avions à réaction.
- 1951 - 1er août : création de la compagnie aérienne japonaise Japan Airlines.
- 1952 :
  - 15 avril : premier vol du bombardier Boeing B-52 Stratofortress, aux États-Unis.
  - 28 septembre : premier vol de l'avion de combat français des usines Dassault, le Mystère IV.
  - 28 octobre : le Dassault MD 452 (Mystère II) est le premier avion français à passer le mur du son, piloté par le major américain Marion Davis[5].
- 1953 - 18 mai : Jacqueline Cochran est la première femme à passer le mur du son.
- 1955 - 27 mai : premier vol de la Caravelle dont les réacteurs sont placés à l'arrière du fuselage.
- 1956 - 21 mai : un B52 largue la première bombe à hydrogène sur l'atoll de Bikini.
- 1957 :
  - 4 octobre : les Soviétiques lancent le premier satellite artificiel : Spoutnik 1.
  - 20 décembre : premier vol du Boeing 707, avion commercial américain quadriréacteur.
- 1958 - 1er octobre : création de la NASA (National Aeronautic and Space Administration).
- 1959 - 7 octobre : la sonde soviétique Luna 3 transmet les premières images de la face cachée de la Lune.

### Années 1960
- 1960 - 1er avril : Lancement du premier satellite météorologique : Tiros 1.
- 1961 - 12 avril : Youri Gagarine est le premier homme dans l'espace, à bord de son vaisseau spatial Vostok 1.
- 1962 - 10 juillet : Lancement du premier satellite de télécommunication : Telstar 1.
- 1963 - 16 juin : Valentina Terechkova est la première femme dans l'espace.
- 1964 - 4 novembre : Premier atterrissage automatique en aveugle (brouillard) pour un appareil commercial en service.
- 1965 - 26 novembre : La France, 3e puissance spatiale en lançant son satellite Astérix avec la fusée Diamant.
- 1966 - 3 février : La sonde soviétique Luna 9 se pose sur la lune et transmet les premières images du sol lunaire.
- 1967 - 9 avril : Premier vol du Boeing 737.
- 1968 - 28 mars : Décès de Youri Gagarine dans un crash aérien sur un Mig 15.
- 1969 - 21 juillet : L'astronaute Neil Armstrong effectue le premier pas de l'homme sur la Lune.

### Années 1970

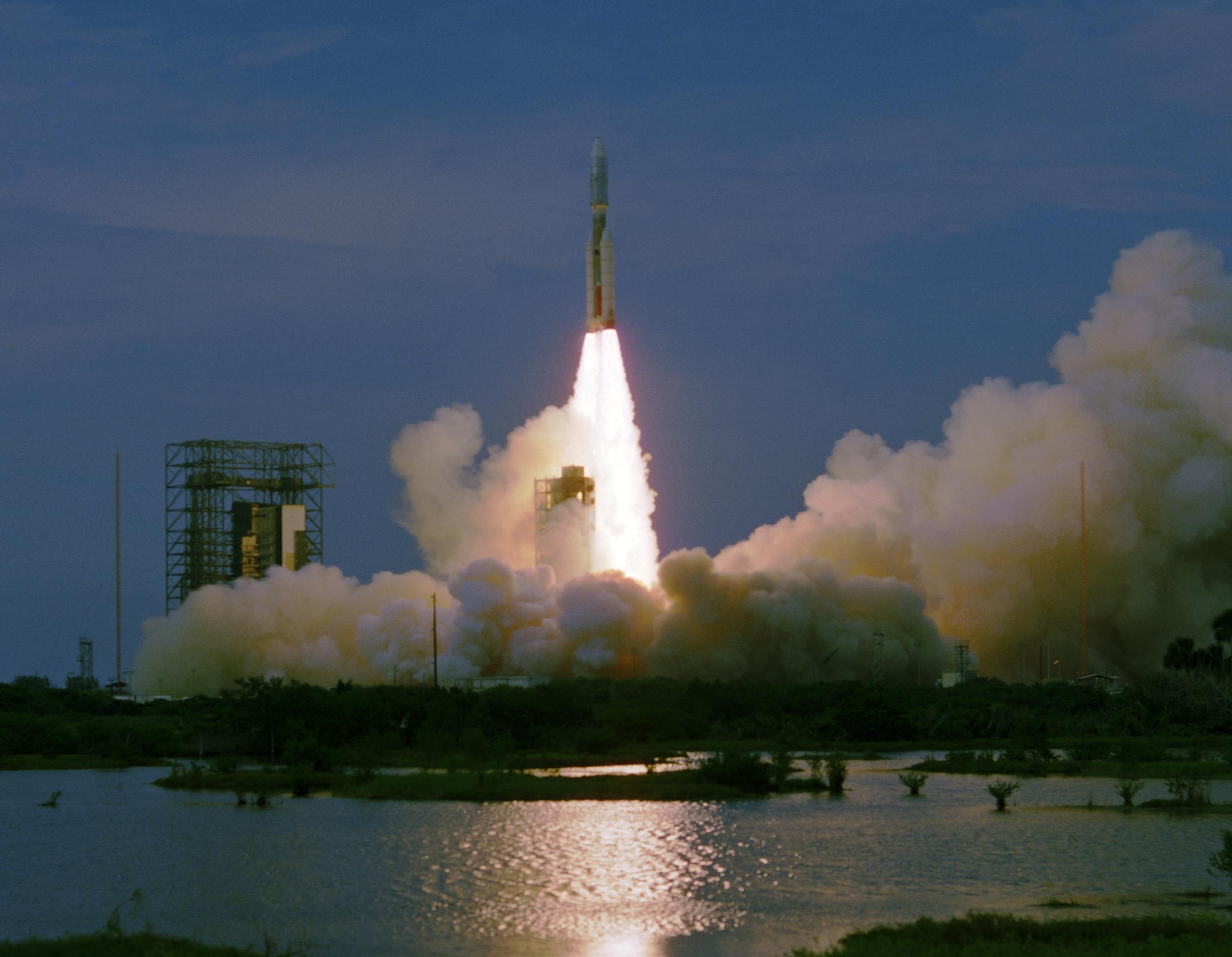
Lancement de Viking 1 à destination de Mars, le 20 août 1975.

- 1970 - 6-29 septembre : Plus long détournement aérien de l'Histoire.
- 1971 - 19 avril : L'Union soviétique met en place Saliout 1, première station orbitale habitée.
- 1972 - 28 octobre : Premier vol de l'Airbus A300.
- 1973 - 3 juin : Un Tupolev Tu-144 soviétique, explose en vol au-dessus du Bourget.
- 1973 - 21 octobre : Premier vol d'un avion intégralement électrique, le Militky MB-E1 (en)[6].
- 1974 - 14 mai : Entrée en service du premier Airbus 300 à Air France.
- 1975 - 30 mai : Création de l'Agence spatiale européenne (ESA).
- 1976 - Premiers vols supersoniques commerciaux du Concorde.
- 1976 - 20 juillet : La sonde américaine Viking 1 se pose sur la planète Mars.
- 1977 - 18 février : La navette spatiale américaine effectue son premier vol porté.
- 1978 - 12-17 août : Première traversée de l'Atlantique en ballon : 5 jours et 17 heures.
- 1979 - 29 avril : Premier vol d'un avion solaire, le Mauro Solar Riser (en)[N 1][7].
- 1979 - 24 décembre : la fusée européenne Ariane réussit son premier vol.

### Années 1980
- 1980 - 7 décembre : premier vol commercial entre les États-Unis et la Chine depuis 1949.
- 1981 - 12 avril : La première navette spatiale américaine, Columbia, effectue son premier vol.
- 1982 - 24 juin : Jean-Loup Chrétien est le premier Français dans l'espace.
- 1983 - 28 novembre : le Spacelab fait son premier vol sur Columbia.
- 1984 - 23 juillet : en panne sèche de carburant, un Boeing 767 d'Air Canada se pose en douceur en vol plané.
- 1985 - 12 août : crash d'un Boeing 747 de la Japan Airlines au Mont Otsuka : 520 morts.
- 1986 :
  - 28 janvier : la navette américaine Challenger explose peu après son lancement.
  - décembre : le Voyager de Dick Rutan et Jeana Yeager effectue le premier tour du monde sans escale.
- 1987 - 28 mai : l'Allemand Mathias Rust pose son Cessna 172 sur la place Rouge à Moscou.
- 1988 - 21 décembre : explosion d'un Boeing 747 de la Pan Am au-dessus de Lockerbie (Écosse) : 258 morts.
- 1989 - 20 septembre : attentat libyen contre un avion d'UTA au Niger : 117 morts.

### Années 1990
- 1990 - 29 septembre : Premier vol du Lockheed YF-22.
- 1992 - 28 mai : Le système GPS (Global Positioning System) permet de se localiser avec précision.
- 1993 - Livraison du 1000e exemplaire du Boeing 747.
- 1994 - 27 mars : Premier vol du chasseur Eurofighter 2000.
- 1995 - 18 août : Tour du monde en Concorde en seulement 31 heures et 27 minutes.
- 1996 - juin : Premier lancement de la fusée européenne Ariane V.
- 1998 - 20 novembre : Lancement du premier élément de la Station Spatiale Internationale.
- 1999 - 20 mars : Le premier tour du monde sans escale en ballon est bouclé par le Breitling Orbiter III.
- 2000 - 25 juillet : Le Concorde d'Air France F-BTSC s'écrase à Gonesse peu après le décollage.

## XXIesiècle

### Années 2000
- 2001 :

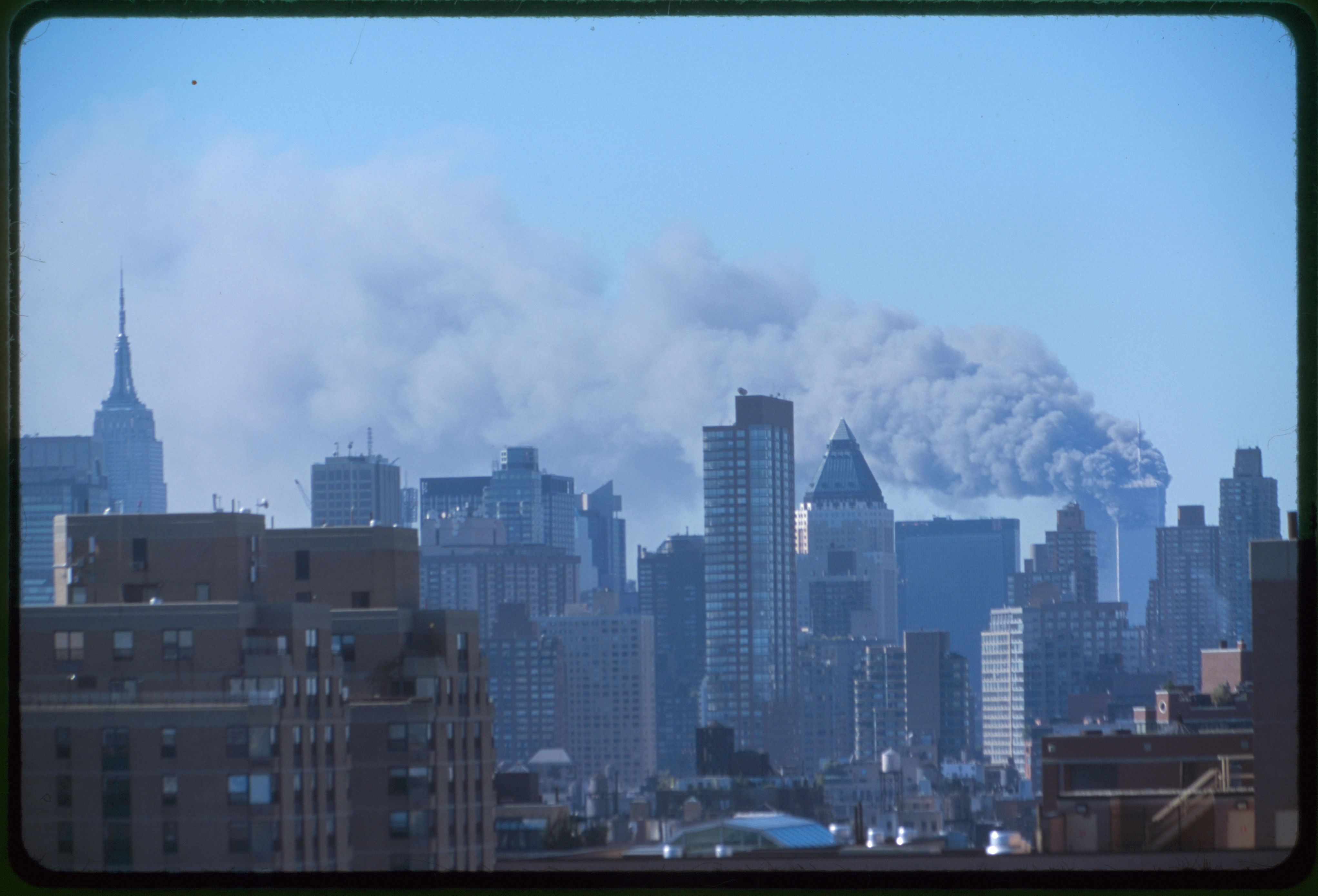
La tour nord du World Trade Center de New York en feu le 11 septembre 2001.

  - 28 avril : Dennis Tito devient le premier touriste spatial.
  - 11 septembre : Attaque terroriste contre New York et Washington.
- 2003 - Fin des vols commerciaux du Concorde.
- 2004 :
  - 4 octobre : SpaceShipOne remporte l'Ansari X Prize en devenant le premier avion expérimental civil capable de monter dans l'espace.
  - 16 novembre : Le X-43 de la NASA atteint la vitesse de Mach 10.
- 2005 - 27 avril : Premier vol de l'Airbus A380.
- 2009 - 3 décembre : Premier vol de l’avion solaire Solar Impulse HB SIA[8],[N 2].

### Années 2010
- 2011 - 14 juin : André Borschberg relie Bruxelles à Paris en 16h à bord du Solar Impulse, projet d'avion solaire.
- 2012 - 14 octobre : Felix Baumgartner devient le premier homme à franchir le mur du son en chute libre.
- 2016 - 23 juillet : Solar Impulse 2, piloté à tour de rôle par Bertrand Piccard et André Borschberg, achève son tour du monde à Abou Dhabi, 483 jours après en avoir décollé. 23 jours de vol ont été nécessaires pour parcourir les 43 041 km grâce à la seule énergie solaire[10].
- 2018 - 6 février : Premier vol réussi du super-lanceur Falcon Heavy de Space X avec une charge utile (une Tesla Roadster).
- 2019 - 13 avril : Premier vol réussi du Stratolaunch le plus grand avion du monde en termes d'envergure (dépassant record de 1947 du H-4 Hercules).